# Broby, Strå
Broby är ett säteri i Strå socken, Dals härad, Östergötland, 5 kilometer sydväst om Vadstena.

## Historik
Broby är en egendom belägen i Strå socken, Dals härad. Gården omtalas 1208 då Sune Tjelvasson och hans systersöner bytte bort Broby till Alvastra kloster. Omkring 1855 ägdes gården av Anders Larsson och därefter av possessionaten J. P. Larsson.